# Colombia's Next Top Model
Colombia's Next Top Model è un reality show colombiano basato sul format statunitense America's Next Top Model, che vede un gruppo di aspiranti modelle in competizione per essere nominate come "migliore modella" del proprio paese. La prima edizione dello show è iniziata l'8 gennaio 2013 sul canale Caracol TV, sotto la conduzione della modella colombiana Carolina Guerra, in veste anche di giudice, la seconda ha avuto inizio il 13 gennaio 2014, condotto dalla modella Carolina Cruz, riconfermata per la conduzione della terza edizione, in onda dal 10 gennaio 2017.
A differenza di altri format analoghi, Colombia's Next Top Model va in onda ogni giorno piuttosto che settimanalmente; di volta in volta le concorrenti si cimentano in servizi fotografici di moda, pubblicità e sfilate, al termine delle quali vengono giudicate in studio dalla conduttrice e da tutto il pannello di giudizio, al termine del quale una o più concorrenti vengono eliminate.

## Edizioni
| Edizione | Data di inizio  | Data di fine     | Vincitrice               | Seconda/e classificata/e                               | Altre concorrenti in ordine di eliminazione | Numero concorrenti | Destinazione internazionale |
| -------- | --------------- | ---------------- | ------------------------ | ------------------------------------------------------ | --- | ------------------ | --------------------------- |
| 1        | 8 gennaio 2013  | 1 febbraio 2013  | Mónica Castaño           | Anggie Ann Bryan, Claudia Castro & Liseth "Lis" Henao  | Eliana Colorado, Conchita Buendía, Viviana Salinas, Daniela "Dani" Estrada, Maribel "Mary" Montaño, Daniela Raad, Karin Kipke, Martha Medina & Julieth Roldán & Cristina "Cristy" Garcés & Carolina Arango                     | 15                 | Nessuna                     |
| 2        | 13 gennaio 2014 | 7 febbraio 2014  | Yuriko Yoshimura Londoño | Juliana Moreno, Lilibeth Romero & Lina Marcela Cardona | Vanessa Parra, Jessica Mata, Carolina Calvo, Juliana "Titi" Ramírez, María Margarita "Tuti" Vega, Camila Quintero, Johana Ríos, Katherine Moscoso, Vanessa Ferraro & Estefanía Infante & Dayana Zamar Delgado & Cristina López | 16                 | Nessuna                     |
| 3        | 10 gennaio 2017 | 10 febbraio 2017 | Alejandra Merlano        | Maria Camila Delgado & Sasha Palma                     | Dana Ceballos, Catherine Peña, Valentina Londoño, Valentina Ortíz, Valentina Lagarejo, Laura Espada, Valentina Caicedo, Paula Zamudio, Sofía Cuello, Karen Soto                                                                | 13                 | Nessuna                     |